# Страйкер (Монтана)
Страйкер (англ. Stryker) — переписна місцевість (CDP) в США, в окрузі Лінкольн штату Монтана. Населення — 25 осіб (2020).

## Географія
Страйкер розташований за координатами 48°40′22″ пн. ш. 114°46′4″ зх. д. / 48.67278° пн. ш. 114.76778° зх. д. (48.672889, -114.767801).  За даними Бюро перепису населення США в 2010 році переписна місцевість мала площу 2,67 км², уся площа — суходіл.

## Демографія
Згідно з переписом 2010 року, у переписній місцевості мешкало 26 осіб у 13 домогосподарствах у складі 10 родин. Густота населення становила 10 осіб/км².  Було 24 помешкання (9/км²).
Расовий склад населення:
| - 96,2 % — білих - 3,8 % — корінних американців |

До двох чи більше рас належало 0,0 %. Частка іспаномовних становила 0,0 % від усіх жителів.
За віковим діапазоном населення розподілялося таким чином: 7,7 % — особи молодші 18 років, 76,9 % — особи у віці 18—64 років, 15,4 % — особи у віці 65 років та старші. Медіана віку мешканця становила 51,5 року. На 100 осіб жіночої статі у переписній місцевості припадало 100,0 чоловіків;  на 100 жінок у віці від 18 років та старших — 118,2 чоловіків також старших 18 років.
Цивільне працевлаштоване населення становило 18 осіб. Основні галузі зайнятості: транспорт — 50,0 %, мистецтво, розваги та відпочинок — 38,9 %, роздрібна торгівля — 11,1 %.